# Sonerila glaberrima
Sonerila glaberrima är en tvåhjärtbladig växtart som beskrevs av George Arnott Walker Arnott. Sonerila glaberrima ingår i släktet Sonerila och familjen Melastomataceae. Inga underarter finns listade i Catalogue of Life.